# Wien–Berlin (Radrennen)

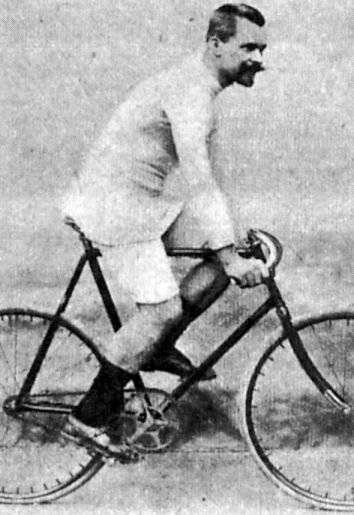
Josef Fischer, Sieger 1893

Das österreichisch-deutsche Straßenradrennen Wien–Berlin wurde von 1883 bis 1914 als Eintagesrennen ausgetragen.

## Geschichte
Wien–Berlin wurde 1893 begründet und mit Unterbrechungen bis 1914 zwischen den Hauptstädten Wien und Berlin als Rennen für Berufsfahrer veranstaltet. Die erste Austragung wurde von den Verbänden Deutscher Radfahrerbund, Allgemeine Radfahrer Union und Sächsischer Radfahrerbund gemeinsam veranstaltet. Die Strecke führte durch Österreich, Sachsen, Böhmen und Brandenburg nach Berlin. In einigen Jahren fanden parallel auch Rennen für Amateure mit gesonderter Wertung statt. Wien–Berlin hatte sechs Austragungen. Der erste Sieger Josef Fischer wurde mit einem Pokal im Wert von 800 Mark und einer Goldmedaille geehrt. Bei der ersten Austragung traten 117 Radrennfahrer an. Der Sieger benötigte für die Strecke 31 Stunden. Dreiviertel Stunden später kam der Zweite ins Ziel.

## Palmarès
| Jahr                        | Sieger        | Zweiter         | Dritter            |
| --------------------------- | ------------- | --------------- | ------------------ |
| 1893                        | Josef Fischer | Georg Sorge     | Ferenc Gerger      |
| 1894–1907 nicht ausgetragen |               |                 |                    |
| 1908                        | Hans Ludwig   | Josef Oberstein | Hermann Winzner    |
| 1909–1910 nicht ausgetragen |               |                 |                    |
| 1911                        | Hans Hartmann | Josef Hübner    | Paul Suter         |
| 1912                        | Franz Suter   | Fritz Bauer     | Gustav Schulze     |
| 1913                        | Paul Thiel    | Paul Rathmann   | Andreas Rietberger |
| 1914                        | Erich Aberger | Fritz Bauer     | Adolf Huschke      |

## Palmarès (Amateure)
- 1911  John Wedde
- 1912  Hans Frömming
- 1914  Karl Kohl